# Ferrara United Handball
Il Ferrara United Team Handball Club, conosciuta anche come Giara Assicurazioni Ferrara United  per motivi di sponsorizzazione, è una società di pallamano con sede a Ferrara. La squadra nella stagione 2024-2025 milita in Serie A Bronze, terza serie del campionato italiano di pallamano maschile.

## Storia
Il Ferrara United nasce ufficialmente ad agosto 2015. Sotto la guida di coach Lucio Ribaudo la squadra partecipa al campionato di Serie B ed ottiene la promozione dopo una stagione senza sconfitte. 
Dopo aver raggiunto la Poule promozione da neopromossa nel campionato successivo, le seguenti stagioni sono discrete, con il Ferrara che staziona nelle zone medio-alte della classifica. Coach Ribaudo, cofondatore della società, al termine del suo quinto anno sulla panchina estense e in coincidenza dell'anno sportivo terminato in anticipo a causa dell'emergenza CoVid, con la squadra che senza punti di penalizzazione avrebbe occupato la terza posizione in classifica, decide di non proseguire ulteriormente il rapporto con la società. Viene quindi contattato per sostituirlo il giovane ed emergente Antonj Laera.
Nelle due stagioni con Laera alla guida, la squadra migliora ulteriormente le posizioni finali di classifica, arrivando nelle migliori cinque squadre. Al termine della stagione 2021-22, Laera non viene confermato e a sostituirlo arriva l'argentino Fernando Capurro, ex CT del Cile. Con Capurro, la stagione 2022-23 vede Ferrara giocarsi i primi tre posti, validi per i playoff per la nuova Serie A Gold; tuttavia, le tre inaspettate sconfitte consecutive patite a febbraio riavvicinano Ferrara in classifica alle squadre dietro, con Camerano che ne approfitta e alla penultima giornata, vincendo lo scontro diretto scavalcando i biancoazzurri in classifica. Mancato il primo obiettivo stagionale, Ferrara si pone la Serie A Silver (la nuova seconda serie a girone unico) come priorità: inserita nel giorne B dei playoff con Cologne, CUS Palermo e Il Giovinetto, sul campo neutro di Chieti arrivano tre sconfitte che chiudono la stagione di Ferrara senza promozioni, ma addirittura con una retrocessione in Serie A Bronze (la nuova terza serie).
Per la stagione 2023-24 il nuovo presidente Rossetti rinuncia all'iscrizione in A Bronze e opta per ripartire dalla Serie B, con un drastico ringiovanimento della squadra.

## Allenatori e presidenti
- 2015-2020  Lucio Ribaudo
- 2020-2022  Antonj Laera
- 2022-2023  Fernando Capurro
- 2023 -  Zorica Jovović  Stefania Puddu

- 2015-2016 Massimiliano D'alonso

2016-2018 Francesco Alberino
2018- 2021  Marco Pazzi
- 2021-2022  Giuseppe Celeghini
- 2022-2024  Simone Rossetti

## Palasport
Disputa le proprie gare interne al Palaboschetto sito in via Emilio De Marchi a Ferrara.

## Rosa 2023-2024

### Giocatori
| N° | Naz.              | Ruolo | Sportivo          | Anno |  |  |
| -- | ----------------- | ----- | ----------------- | ---- |  |  |
| 1  | Italia (bandiera) | P     | Mattia Raimondi   | 2007 |  |  |
| 2  | Italia (bandiera) | P     | Nicolas Perra     | 2005 |  |  |
| 16 | Italia (bandiera) | P     | Tommaso Stagni    | 2000 |  |  |
| 4  | Italia (bandiera) | T     | Davide Di Maggio  | 1995 |  |  |
| 7  | Italia (bandiera) | T     | Mattia Tonello    | 2000 |  |  |
| 9  | Italia (bandiera) | C     | Filippo Pasini    | 2000 |  |  |
| 10 | Italia (bandiera) | T     | Camerani Tommaso  | 2007 |  |  |
| 15 | Italia (bandiera) | T     | Dumitru Goreacii  | 2007 |  |  |
| 18 | Italia (bandiera) | PV    | Fabio Pezzini     | 2004 |  |  |
| 22 | Italia (bandiera) | C     | Edoardo Rossetti  | 2007 |  |  |
| 24 | Italia (bandiera) | C     | Axel Tarroni      | 2004 |  |  |
| 25 | Italia (bandiera) | A     | Eugenio Saletti   | 2000 |  |  |
| 30 | Italia (bandiera) | PV    | Davide Grandi     | 2002 |  |  |
| 32 | Italia (bandiera) | A     | Salvatore Lentini | 2005 |  |  |
| 34 | Italia (bandiera) | T     | Alessandro Baldo  | 2002 |  |  |
| 49 | Italia (bandiera) | PV    | Cesare Fonsati    | 2004 |  |  |
| 69 | Italia (bandiera) | A     | Niccolò Molesini  | 2007 |  |  |

### Staff
- Allenatore:  Zorica Jovović -  Puddu Stefania